# Land of the Blind (EP)
Land of the Blind è il quinto EP del gruppo musicale statunitense Information Society, pubblicato il 4 marzo 2014.

## Tracce
1. Land of the Blind (Album Version)
2. Land of the Blind (Marcos Carnaval & Paulo Jevaux Club Mix)
3. Land of the Blind (Aesthetic Perfection Mix)
4. Land of the Blind (Whiteqube Mix)
5. Land of the Blind (Inertia Mix)
6. Me and My Rhythm Box